# Erft
Erft er en flod i  den tyske delstat Nordrhein-Westfalen, og en af Rhinens bifloder  fra venstre. Den har sit udspring i Eifel, nær Nettersheim og den munder ud i Rhinen ved Neuss. Floden er 103 km lang, hvilket er meget kortere end den oprindelig var, idet et åbent brunkulsleje i Hambacher Loch har nødvendiggjort en ændring af flodlejet.
Erft har givet navn til byen Erftstadt, som den løber igennem, og til kreisen Rhein-Erft-Kreis. Den løber gennem byerne Bad Münstereifel, Euskirchen, Bergheim, Bedburg og Grevenbroich.

## Bifloder
Fra kilden til udmunding
| fra venstre - Eschweiler Bach - Veybach - Rotbach - Neffelbach | fra højre - Swist - Gillbach - Norfbach |

50°29′14″N 6°41′14″Ø / 50.4872°N 6.6872°Ø